# Liste der Nummer-eins-Hits in Australien (1986)
Diese Liste enthält alle Nummer-eins-Hits in Australien im Jahr 1986. Grundlage sind die Top 50 der australischen Charts der ARIA. Es gab in diesem Jahr 15 Nummer-eins-Singles und 10 Nummer-eins-Alben.

## Singles
| ← 1985 ← | Liste der Nummer-eins-Hits in Australien | Liste der Nummer-eins-Hits in Australien                       | Liste der Nummer-eins-Hits in Australien                                                                                                 | 1987 →                    |
| \| Zeitraum \| Wo. ges. \| Interpret \| Titel Autor(en) \| Zusätzliche Informationen \| \| (Zeitraum, Wochen auf Platz eins, Interpret, Titel, Autor[en], zusätzliche Informationen) \| \| \| \| \| \| ----------------------------------------------------------------------------------------- \| -------- \| -------------------------------------------------------------- \| ---------------------------------------------------------------------------------------------------------------------------------------- \| ------------------------- \| \| 16. Dezember 1985 – 19. Januar 1986 5 Wochen (insgesamt 6) \| 6 \| Midnight Oil \| Species Deceases (EP) Peter Robert Garrett, Peter Thomas John Gifford, James Paul Mogine, Robert George Hirst, Martin Magnus Rotsey \| – \| \| 20. Januar 1986 – 2. Februar 1986 2 Wochen \| 2 \| Starship \| We Built This City Bernie Taupin, Martin George Page, Dennis Lambert, Peter F. Wolf \| – \| \| 3. Februar 1986 – 16. Februar 1986 2 Wochen \| 2 \| Whitney Houston \| Saving All My Love for You Gerald Goffin, Michael Masser \| – \| \| 17. Februar 1986 – 2. März 1986 2 Wochen \| 2 \| Feargal Sharkey \| A Good Heart Maria Luisa McKee \| – \| \| 3. März 1986 – 9. März 1986 1 Woche \| 1 \| Dionne Warwick feat. Gladys Knight, Elton John & Stevie Wonder \| That’s What Friends Are For Burt F. Bacharach, Carole Bayer \| – \| \| 10. März 1986 – 20. April 1986 6 Wochen \| 6 \| Billy Ocean \| When the Going Gets Tough, the Tough Get Going Wayne Anton Brathwaite, Barry James Eastmond, Robert John Lange, Leslie Sebastian Charles \| – \| \| 21. April 1986 – 11. Mai 1986 3 Wochen \| 3 \| Diana Ross \| Chain Reaction Barry Alan Gibb, Maurice Ernest Gibb, Robin Hugh Gibb \| – \| \| 12. Mai 1986 – 22. Juni 1986 6 Wochen \| 6 \| Cliff Richard & The Young Ones \| Living Doll Lionel Bart \| – \| \| 23. Juni 1986 – 6. Juli 1986 2 Wochen \| 2 \| Robert Palmer \| Addicted to Love Robert Allan Palmer \| – \| \| 7. Juli 1986 – 13. Juli 1986 1 Woche (insgesamt 3) \| 3 \| Samantha Fox \| Touch Me (I Want Your Body) Jon Astrop, Mark Shreeve, Peter Brian Harris \| – \| \| 14. Juli 1986 – 20. Juli 1986 1 Woche \| 1 \| Whitney Houston \| Greatest Love of All Michael Masser, Linda Creed \| – \| \| 21. Juli 1986 – 3. August 1986 2 Wochen (insgesamt 3) \| 3 \| Samantha Fox \| Touch Me (I Want Your Body) Jon Astrop, Mark Shreeve, Peter Brian Harris \| – \| \| 4. August 1986 – 14. September 1986 6 Wochen \| 6 \| Madonna \| Papa Don’t Preach Brian Elliot \| – \| \| 15. September 1986 – 2. November 1986 7 Wochen \| 7 \| Bananarama \| Venus Robert H. J. van Leeuwen \| – \| \| 3. November 1986 – 21. Dezember 1986 7 Wochen \| 7 \| John Farnham \| You’re the Voice Anthony Adrian Mendi Qunta, Maggie Ryder, Keith Stuart Brian Reid, Christopher Hamlet Thompson \| – \| \| 22. Dezember 1986 – 8. Februar 1987 7 Wochen \| 7 \| Pseudo Echo \| Funkytown Steven Phillip Greenberg \| – \| |                                          |                                                                | |                           |
| ← 1985 |                                          |                                                                | | → 1987 →                  |
| Zeitraum | Wo. ges.                                 | Interpret                                                      | Titel Autor(en) | Zusätzliche Informationen |
| (Zeitraum, Wochen auf Platz eins, Interpret, Titel, Autor[en], zusätzliche Informationen) |                                          |                                                                | |                           |
| 16. Dezember 1985 – 19. Januar 1986 5 Wochen (insgesamt 6) | 6                                        | Midnight Oil                                                   | Species Deceases (EP) Peter Robert Garrett, Peter Thomas John Gifford, James Paul Mogine, Robert George Hirst, Martin Magnus Rotsey      | –                         |
| 20. Januar 1986 – 2. Februar 1986 2 Wochen | 2                                        | Starship                                                       | We Built This City Bernie Taupin, Martin George Page, Dennis Lambert, Peter F. Wolf                                                      | –                         |
| 3. Februar 1986 – 16. Februar 1986 2 Wochen | 2                                        | Whitney Houston                                                | Saving All My Love for You Gerald Goffin, Michael Masser                                                                                 | –                         |
| 17. Februar 1986 – 2. März 1986 2 Wochen | 2                                        | Feargal Sharkey                                                | A Good Heart Maria Luisa McKee | –                         |
| 3. März 1986 – 9. März 1986 1 Woche | 1                                        | Dionne Warwick feat. Gladys Knight, Elton John & Stevie Wonder | That’s What Friends Are For Burt F. Bacharach, Carole Bayer                                                                              | –                         |
| 10. März 1986 – 20. April 1986 6 Wochen | 6                                        | Billy Ocean                                                    | When the Going Gets Tough, the Tough Get Going Wayne Anton Brathwaite, Barry James Eastmond, Robert John Lange, Leslie Sebastian Charles | –                         |
| 21. April 1986 – 11. Mai 1986 3 Wochen | 3                                        | Diana Ross                                                     | Chain Reaction Barry Alan Gibb, Maurice Ernest Gibb, Robin Hugh Gibb                                                                     | –                         |
| 12. Mai 1986 – 22. Juni 1986 6 Wochen | 6                                        | Cliff Richard & The Young Ones                                 | Living Doll Lionel Bart | –                         |
| 23. Juni 1986 – 6. Juli 1986 2 Wochen | 2                                        | Robert Palmer                                                  | Addicted to Love Robert Allan Palmer | –                         |
| 7. Juli 1986 – 13. Juli 1986 1 Woche (insgesamt 3) | 3                                        | Samantha Fox                                                   | Touch Me (I Want Your Body) Jon Astrop, Mark Shreeve, Peter Brian Harris                                                                 | –                         |
| 14. Juli 1986 – 20. Juli 1986 1 Woche | 1                                        | Whitney Houston                                                | Greatest Love of All Michael Masser, Linda Creed                                                                                         | –                         |
| 21. Juli 1986 – 3. August 1986 2 Wochen (insgesamt 3) | 3                                        | Samantha Fox                                                   | Touch Me (I Want Your Body) Jon Astrop, Mark Shreeve, Peter Brian Harris                                                                 | –                         |
| 4. August 1986 – 14. September 1986 6 Wochen | 6                                        | Madonna                                                        | Papa Don’t Preach Brian Elliot | –                         |
| 15. September 1986 – 2. November 1986 7 Wochen | 7                                        | Bananarama                                                     | Venus Robert H. J. van Leeuwen | –                         |
| 3. November 1986 – 21. Dezember 1986 7 Wochen | 7                                        | John Farnham                                                   | You’re the Voice Anthony Adrian Mendi Qunta, Maggie Ryder, Keith Stuart Brian Reid, Christopher Hamlet Thompson                          | –                         |
| 22. Dezember 1986 – 8. Februar 1987 7 Wochen | 7                                        | Pseudo Echo                                                    | Funkytown Steven Phillip Greenberg | –                         |

## Alben
| ← 1985 ← | Liste der Nummer-eins-Hits in Australien | Liste der Nummer-eins-Hits in Australien | Liste der Nummer-eins-Hits in Australien | 1987 →                    |
| \| Zeitraum \| Wo. ges. \| Interpret \| Titel \| Zusätzliche Informationen \| \| (Zeitraum, Wochen auf Platz eins, Interpret, Titel, zusätzliche Informationen) \| \| \| \| \| \| ------------------------------------------------------------------------------ \| -------- \| -------------------------- \| ----------------------------- \| ------------------------- \| \| 16. Dezember 1985 – 2. Februar 1986 7 Wochen \| 7 \| Jimmy Barnes \| For the Working Class Man \| – \| \| 3. Februar 1986 – 20. April 1986 11 Wochen (insgesamt 34) \| 34 \| Dire Straits \| Brothers in Arms \| – \| \| 21. April 1986 – 11. Mai 1986 3 Wochen \| 3 \| Sting \| The Dream of the Blue Turtles \| – \| \| 12. Mai 1986 – 1. Juni 1986 3 Wochen \| 3 \| (Verschiedene Interpreten) \| 1986 Way to Go \| – \| \| 2. Juni 1986 – 3. August 1986 9 Wochen (insgesamt 11) \| 11 \| Whitney Houston \| Whitney Houston \| – \| \| 4. August 1986 – 17. August 1986 2 Wochen \| 2 \| Madonna \| True Blue \| – \| \| 18. August 1986 – 31. August 1986 2 Wochen (insgesamt 11) \| 11 \| Whitney Houston \| Whitney Houston \| – \| \| 1. September 1986 – 28. September 1986 4 Wochen \| 4 \| (Verschiedene Interpreten) \| 1986 Just for Kicks \| – \| \| 29. September 1986 – 26. Oktober 1986 4 Wochen \| 4 \| Cyndi Lauper \| True Colors \| – \| \| 27. Oktober 1986 – 16. November 1986 3 Wochen \| 3 \| Paul Simon \| Graceland \| – \| \| 17. November 1986 – 11. Januar 1987 8 Wochen (insgesamt 25) \| 25 \| John Farnham \| Whispering Jack \| – \| |                                          |                                          |                                          |                           |
| ← 1985 |                                          |                                          |                                          | → 1987 →                  |
| Zeitraum | Wo. ges.                                 | Interpret                                | Titel                                    | Zusätzliche Informationen |
| (Zeitraum, Wochen auf Platz eins, Interpret, Titel, zusätzliche Informationen) |                                          |                                          |                                          |                           |
| 16. Dezember 1985 – 2. Februar 1986 7 Wochen | 7                                        | Jimmy Barnes                             | For the Working Class Man                | –                         |
| 3. Februar 1986 – 20. April 1986 11 Wochen (insgesamt 34) | 34                                       | Dire Straits                             | Brothers in Arms                         | –                         |
| 21. April 1986 – 11. Mai 1986 3 Wochen | 3                                        | Sting                                    | The Dream of the Blue Turtles            | –                         |
| 12. Mai 1986 – 1. Juni 1986 3 Wochen | 3                                        | (Verschiedene Interpreten)               | 1986 Way to Go                           | –                         |
| 2. Juni 1986 – 3. August 1986 9 Wochen (insgesamt 11) | 11                                       | Whitney Houston                          | Whitney Houston                          | –                         |
| 4. August 1986 – 17. August 1986 2 Wochen | 2                                        | Madonna                                  | True Blue                                | –                         |
| 18. August 1986 – 31. August 1986 2 Wochen (insgesamt 11) | 11                                       | Whitney Houston                          | Whitney Houston                          | –                         |
| 1. September 1986 – 28. September 1986 4 Wochen | 4                                        | (Verschiedene Interpreten)               | 1986 Just for Kicks                      | –                         |
| 29. September 1986 – 26. Oktober 1986 4 Wochen | 4                                        | Cyndi Lauper                             | True Colors                              | –                         |
| 27. Oktober 1986 – 16. November 1986 3 Wochen | 3                                        | Paul Simon                               | Graceland                                | –                         |
| 17. November 1986 – 11. Januar 1987 8 Wochen (insgesamt 25) | 25                                       | John Farnham                             | Whispering Jack                          | –                         |